# Ialisson Amorin
Ialisson César Mello de Amorin (Juazeiro, 6 de maio de 1986) é um voleibolista indoor brasileiro, atuante na posição de Central, com marca de alcance de 358 cm no ataque  e 331 cm no bloqueio, conquistou a medalha de ouro no Campeonato Sul-Americano de Clubes de 2009 no Brasil e disputou a edição do Campeonato Mundial de Clubes no mesmo ano no Qatar.

## Carreira
Na temporada de 2004 competiu nas categorias de base do São Caetano/Tamoyo, na sequência transferiu-se para o Nutriplus/UniSant'Anna/Salto disputando o campeonato paulista adulto da primeira divisãoterminando com o vice-campeonato.
Defendeu na temporada 2006-07 o Vôlei Futuroe disputou a correspondente Superliga Brasileira A quando encerrou por este na nona posição;na jornada seguinte seguiu atuando pelo Vôlei Futuro quando disputou a Superliga Brasileira A 2007-08 e  esta edição finalizou por este clube na sétima posição.
Na jornada seguinte atuou pela Ulbra/ Suzano/ Massageol , sagrando-se campeão paulista em 2008, sendo no mesmo ano: campeão dos Jogos Abertos de São Paulo, dos Jogos Regionais de São Paulo e obteve também o título do Campeonato Gaúcho referente a 2008, mas as finais ocorreram no ano de 2009 por problemas no calendário, contribuindo para seu clube obter o décimo primeiro título  e por este c lube disputou a edição da Superliga Brasileira A 2008-09, e a sétima posição da Superliga Brasileira A 2008-09.
Na jornada 2009-10 atuou pela Cimed/SC sagrando-se campeão catarinense de 2009, disputou por este clube a edição deste ano do Campeonato Sul-Americano de Clubes, sediado em Florianópolis-Brasil, conquistando sua primeira medalha de ouro, qualificados para o Campeonato Mundial de Clubes em Doha-Qatar no mesmo ano, edição na qual também disputou, vestindo camisa#3 encerrando na quina posição.Pela Cimed/SC disputou a Superliga Brasileira A 2009-10 e conquistou o título desta edição.
Renovou contrato com a Cimed/SC para as competições de 2010-11, conquistando o bicampeonato catarinense em 2010 e o ouro nos Jogos Abertos de Santa Catarina (Jasc) no mesmo ano.Por essa equipe disputou a Superliga Brasileira A 2010-11, encerrando a fase de classificação em segundo lugar, mas após os playoffs ficou em quinto lugar.
Em 2011 foi atleta do Soya/Blumenau/Martplus/Barão/Furb  e foi ouro neste ano nos Jogos Abertos de Santa Catarina, quando alcançou a medalha de ouro, também foi vice-campeão catarinense em 2011 e no mesmo conquistou o título da Liga Nacional, qualificando o clube para disputar a Superliga Brasileira A 2011-12.
No período esportivo 2011-12, Ialisson passou a atuar pelo Londrina/Sercomtel, encerrando na décima segunda posição na Superliga Brasileira  correspondente.Após longas temporadas volta a ser atleta do Vôlei Futuro na temporada 2012-13 conquistando o bronze no Campeonato Paulista de 2012 e por este clube encerrou em nono lugar na correspondente Superliga Brasileira A
Na temporada 2013-14 defendeu as cores do Voltaço sendo vice-campeão carioca em 2013 e pela Superliga Brasileira A referente a jornada supramencionada encerrou na décima primeira posição.
Foi anunciando como novo reforço para as competições do período esportivo 2014-15 da equipe da  UFJF e alcançou o nono lugar na Superliga Brasileira A 2014-15 e foi o terceiro colocado nas estatísticas entre os maiores bloqueadores.Em 2015 encerrou na sétima posição na edição da Copa Banco do Brasil, cuja fase final foi disputada em Campinas.
No período esportivo de 2015-16 transferiu-se para o  Funvic/Taubaté,época que passou a utilizara alcunha São Paulo/Taubaté , devido a parceria com o São Paulo Futebol Clube , e conquistou o título dos Jogos Regionais , realizados em Taubaté além dos títulos da Copa São Paulo de 2015 e do Campeonato Paulista neste mesmo ano e disputou a Superliga Brasileira 2015-16 e alcançou apenas a sétima colocação  da Copa Brasil de 2016, novamente em Campinas.
Em 2016 disputou o Campeonato Sul-Americano de Clubes sediado em Taubaté, Brasil e conquistou a medalha de prata nesta edição.
Foi contratado pela Lebes Gedore/Canoas Vôlei  para as competições do período esportivo 2016-17e conquistou o título do Campeonato Gaúcho de 2016 e por este clube competiu na edição da Superliga Brasileira A 2016-17 alcançando a fase das quartas de final e sofrendo eliminação; e também por este clube sofreu eliminação também nas quartas de final da Copa Brasil de 2017.
Para a temporada 2017-18 foi anunciado como reforço da equipe Copel Telecom/Maringá Vôlei .Na jornada de 2019-20 foi contratado pelo APAN/Blumenau.

## Títulos e resultados
- Superliga Brasileira A:2009-10[17]
- Liga Nacional:2011[1]
- Campeonato Catarinense:2009[12] e 2010[12]
- Campeonato Catarinense:2011[1]
- Campeonato Paulista:2008[8]
- Campeonato Paulista:2012[25]
- Campeonato Carioca:2013[28]
- Campeonato Gaúcho:2008[9] e 2016
- Jasc:2010[18] e 2011[23]
- Campeonato Paulista (Primeira Divisão):2006
- Jogos Regionais de São Pulo:2008[9]
- Jogos Abertos do Interior de São Paulo:2008[9]

## Premiações individuais
- 3º Maior Bloqueador da Superliga Brasileira A 2014-15 [32]